# Равжаагийн Доржпалам
Равжаги́йн Доржпала́м (монг. Равжаагийн Доржпалам; 15 апреля 1930—1990) — монгольский театральный и кинорежиссёр.

## Биография
В 1955 году окончил ВГИК (мастерская Михаила Чиаурели). Снимал как игровые, так и документальные картины. Работал и как театральный режиссёр.
Был членом жюри IX Московского международного кинофестиваля.

## Фильмография

### Режиссёр
- 1955 — Что нам мешает
- 1958 — Трое друзей
- 1959 — Трое всадников (в советском прокате «Дайте мне коня»)
- 1960 — Вкус свежего ветра (с Л. Ванганом)
- 1961 — Золотая юрта / Алтан өргөө (с Готфридом Кольдицем, Монголия — ГДР)
- 1963 — Ох, уж эти девушки
- 1965 — По зову сердца
- 1966 — Эхо скал
- 1968 — Большая мать
- 1970-1973 — Прозрачный Тамир (по Чадраабалыну Лодойдамбе)
- 1975 — Кантата о золотом Соембо (д/ф)
- 1978 — Небо проясняется
- 1980 — Среди гобийских миражей / Говийн зэрэглээ

## Награды
- 1978 — номинация на Золотой приз XI Московского международного кинофестиваля («Небо проясняется»)